# Det Ukendte
Det Ukendte var et kritisk tidsskrift om parapsykologi, okkultisme m. m., som udkom 1978-1984 med seks årlige numre. Ansvarshavende redaktør var Klaus Aarsleff.